# Kisar (isten)
Kisar az akkád mitológiában az istenek régi nemzedékéhez tartozó istennő, Ansar felesége. Mindketten Lahmu és Lahamu gyermekei. Az ő gyermekük An, az első főisten. Kultuszuk nem ismert. A Teremtés-eposznak az i. e. 2. évezred második feléből ránk maradt változatából ismertek. Létük lehet, hogy a Marduk-kultusz fejlődésével kapcsolatos teológiai spekulációk eredménye.